# Christopher Judge
Douglas Christopher Judge (Los Angeles, 13 de outubro de 1964) é um ator norte-americano cujo papel de maior destaque é o de Teal'c na telessérie Stargate SG-1. Também foi o dublador de Magneto em X-Men: Evolution
Judge, de origem afro-americana e cherokees, cursou a Universidade do Oregon com uma bolsa de estudos relacionada ao futebol americano.
Judge dublou e fez a captura de movimento do protagonista Kratos do jogo eletrônico God Of War de 2018, bem como em sua sequência God of War Ragnarök, de 2022. Judge também deu voz ao personagem D-Mob nos jogos Def Jam Vendetta e Def Jam: Fight for NY.

## Prêmios e indicações
Em 2002, Judge foi indicado ao Prêmio Saturno na categoria Melhor Ator Coadjuvante em Série de Televisão por seu trabalho em Stargate SG-1. Em 2019, ele recebeu o D.I.C.E. Award de Melhor Desempenho em Personagem por Kratos em God of War. No mesmo ano, foi indicado ao BAFTA Games Award de Melhor Desempenho. Foi indicado na mesma categoria no The Game Awards 2018. No The Game Awards 2022, Judge venceu a categoria de Melhor Performance por Kratos em God of War Ragnarök.